# Los Alamitos
Los Alamitos és una població dels Estats Units a l'estat de Califòrnia. Segons el cens del 2000 tenia 11.536 habitants.

## Demografia
Segons el cens del 2000, Los Alamitos tenia 11.536 habitants, 4.246 habitatges, i 3.035 famílies. La densitat de població era de 1.110,7 habitants/km².
Dels 4.246 habitatges en un 36,6% hi vivien nens de menys de 18 anys, en un 48,4% hi vivien parelles casades, en un 17,1% dones solteres, i en un 28,5% no eren unitats familiars. En el 21,8% dels habitatges hi vivien persones soles el 7,7% de les quals corresponia a persones de 65 anys o més que vivien soles. El nombre mitjà de persones vivint en cada habitatge era de 2,62 i el nombre mitjà de persones que vivien en cada família era de 3,06.
Per edats la població es repartia de la següent manera: un 25,2% tenia menys de 18 anys, un 7,8% entre 18 i 24, un 30,8% entre 25 i 44, un 21,3% de 45 a 60 i un 14,8% 65 anys o més.
L'edat mediana era de 37 anys. Per cada 100 dones de 18 o més anys hi havia 84,4 homes.
La renda mediana per habitatge era de 55.286 $ i la renda mediana per família de 60.767 $. Els homes tenien una renda mediana de 49.946 $ mentre que les dones 36.002 $. La renda per capita de la població era de 26.014 $. Entorn del 4,1% de les famílies i el 5,2% de la població estaven per davall del llindar de pobresa.

## Poblacions més properes
El següent diagrama mostra les poblacions més properes.